# Seijo no Maryoku wa Bannō Desu
Seijo no Maryoku wa Bannō Desu (jap. 聖女の魔力は万能です) ist eine japanische Online-Romanreihe von Yuka Tachibana, die seit 2016 erscheint und in mehreren anderen Medien umgesetzt wurde. Eine Adaption als Manga erscheint auf Deutsch als The Saint's Magic Power is Omnipotent. Unter dem gleichen Titel wurde eine Anime-Serie von 2021 und 2023 international bekannt.

## Inhalt
Die 20-jährige Angestellte Sei Takanashi (小鳥遊 聖) wird eines Abends überraschend in eine fremde Welt beschworen: das Königreich Slantania. Dieses wird regelmäßig von Monstern heimgesucht, weswegen man eine „Heilige Maid“ zur Hilfe beschworen hat. Doch neben Sei ist auch Aira Misono (御園 愛良) aufgetaucht, die an Stelle von Sei als Heilige angesehen wird. Sei kann nicht zurückgesendet werden und erhält zwar eine Unterkunft und Unterstützung im Schloss, wird aber sonst nicht weiter beachtet. So sucht sie sich selbst eine Beschäftigung und findet diese im Kräutergarten und bei dem Pharmazeuten Jude. Der bringt ihr das Brauen von Tränken mit Magie bei, wofür Sei eine besondere Begabung zeigt. Ihr Künste werden bald benötigt, als bei einem Notfall viele wirksame Tränke gebraucht werden. So zeigt sich Seis Nutzen für die Soldaten und den Hof, während Aira vom Prinzen Kyle noch geschont wird.

## Buch-Veröffentlichung
Die Geschichte erschien zunächst als Romanreihe ab 2016 auf der Online-Plattform Shōsetsuka ni Narō. Der Verlag Kadokawa Shoten bringt die Kapitel mit Illustrationen von Yasuyuki Syuri als Light Novel heraus. Seit Februar 2017 erschienen neun Bände.
Eine Umsetzung als Manga, gezeichnet von Fujiazuki, wird seit Juli 2017 im Magazin Flos Comic veröffentlicht. Die Kapitel erschienen auch gesammelt in bisher zehn Bänden (Stand: Januar 2025). Eine deutsche Übersetzung wird seit Dezember 2021 von Tokyopop unter dem Titel The Saint’s Magic Power is Omnipotent herausgebracht und umfasst bisher neun Bände (Stand: Dezember 2024). Seven Seas Entertainment veröffentlicht eine englische Übersetzung.
Am 5. Oktober 2020 startete im Flos Comic der Ableger Seijo no Maryoku wa Bannō Desu: Mō Hitori no Seijo (聖女の魔力は万能です ～もう一人の聖女～), umgesetzt von Aoagu. Kadokawa brachte diesen auch in bisher vier Sammelbänden heraus. Eine deutsche Übersetzung von Doreaux Zwetkow erscheint seit Juli 2023 als The Saint’s Magic Power is Omnipotent: The Other Saint bei Tokyopop in bisher vier Bänden (Stand: April 2024). Auf Englisch erscheint die Serie bei Seven Seas Entertainment.

## Anime-Fernsehserie
Bei Studio Diomedéa entstand eine zunächst 12-teilige Anime-Serie zur Romanreihe. Hauptautor war Wataru Watari und Regie führte Shōta Ihata. Das Charakterdesign entwarf Masakazu Ishikawa und die künstlerische Leitung lag bei Tomoyasu Hosoi. Die Tonarbeiten leitete Yayoi Tateishi und für die Kameraführung war Yasuyuki Itou verantwortlich.
Die je 25 Minuten langen Folgen wurden vom 6. April bis 22. Juni 2021 von den Sendern AT-X, Tokyo MX, MBS und BS11 in Japan ausgestrahlt. International wurde der Anime von mehreren Plattformen per Streaming mit Untertiteln veröffentlicht: von Funimation Entertainment in Lateinamerika und Nordamerika, von Wakanim in Nordeuropa, Frankreich und Russland.
Eine zweite Staffel wurde vom 3. Oktober bis 19. Dezember 2023 ausgestrahlt und umfasst ebenfalls zwölf Episoden.

### Synchronisation
Die Synchronisation fand unter der Regie von Daniel Schlauch im Auftrag der Rescue Film GmbH in München statt. 
| Rolle            | japanischer Sprecher (Seiyū) | deutscher Sprecher      |
| ---------------- | ---------------------------- | ----------------------- |
| Sei Takanashi    | Yui Ishikawa                 | Anouk Elias             |
| Albert Hawke     | Takahiro Sakurai             | Peter Frerich           |
| Yuri Drewes      | Yūsuke Kobayashi             | Tobias John von Freyend |
| Aira Misono      | Kana Ichinose                | Patricia Starsburger    |
| Johan Valdec     | Takuya Eguchi                | Patrick Roche           |
| Jude             | Taku Yashiro                 | Mio Lechenmayr          |
| Elizabeth Ashley | Reina Ueda                   | Paulina Rümmelein       |
| Kyle Slantania   | Jun Fukuyama                 | Tobias Kern             |
| Erhart Hawke     | Yūichirō Umehara             | Max Felder              |

### Musik
Die Musik der Serie wurde komponiert von Kenichi Kuroda. Das Vorspannlied der ersten Staffel ist Blessing von Aira Yūki und der Abspann wurde unterlegt von Page for Tomorrow von Now On Air. Das Opening der zweiten Staffel ist Semisweet Afternoon von Aira Yūki und das Ending Lilac Melody von Aina Suzuki.